# Мак-Мердо (пролив)
Мак-Ме́рдо (англ. McMurdo Sound) — пролив в Антарктиде, покрытые льдом, во́ды которого простираются приблизительно на 55 км в длину и ширину. На севере выходит в море Росса. На западном берегу пролива возвышается хребет Ройал-Сосайети, высотой до 4205 метров над уровнем моря, а с южной стороны пролив заканчивается шельфовым ледником Мак-Мердо (поэтому иногда пролив называют заливом). Восточной границей служит остров Росса — отправная точка многих ранних антарктических экспедиций. На острове находится действующий вулкан Эребус, имеющий высоту 3794 метра, а на южной стороне располагаются научные базы: база Мак-Мердо (США, крупнейшая на континенте) и Скотт-Бейс (Новая Зеландия). Свободно ото льда лишь менее 10 % береговой линии пролива Мак-Мердо. От Южного полюса пролив находится на удалении приблизительно 1300 км.

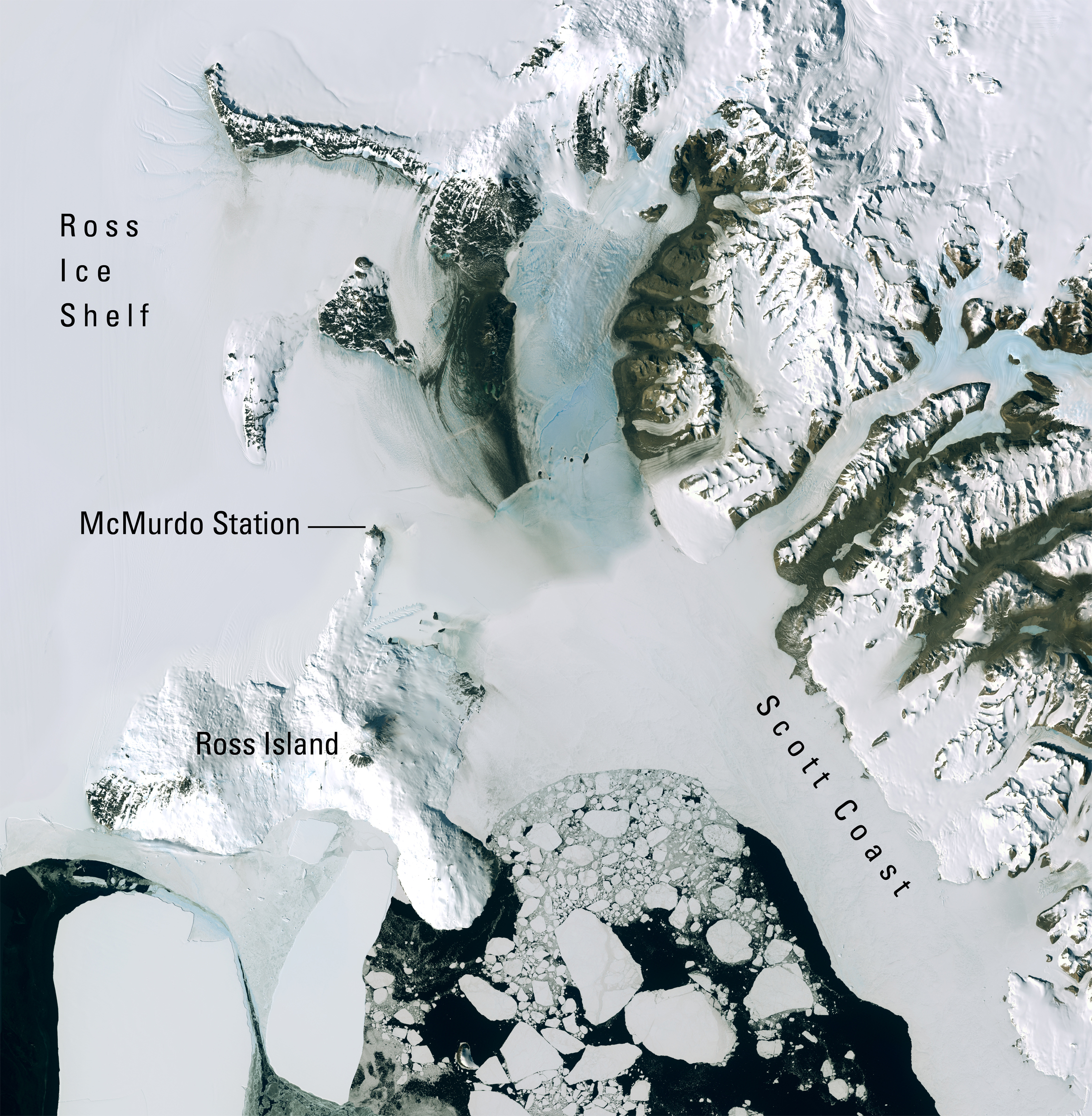
Вид на остров Росса, пролив Мак-Мердо и Берег Скотта в декабре 2001 года

Был открыт в феврале 1841 года капитаном Джеймсом Кларком Россом, он же дал ему название (в честь лейтенанта Арчибальда Мак-Мердо с экспедиционного корабля HMS Terror). Сегодня пролив Мак-Мердо служит конечной точкой маршрута для вспомогательных грузовых судов и самолётов, совершающих посадку на плавучие льды близ станции Мак-Мердо. Постоянное (с 1957 года) нахождение на станции учёных и технического персонала превратило Бухту зимних стоянок в крайне загрязнённую гавань.
Паковый лёд, опоясывающий береговую линию Бухты зимних стоянок и других мест пролива, является большим препятствием для судоходства. Для плавания в тех местах требуется укреплять корпуса судов и часто прибегать к ледокольному эскортированию. Столь экстремальные морские условия значительно ограничивают число туристов, которые, однако, часто посещают Антарктический полуостров, находящийся в открытых водах. Немногим туристам, которым удаётся достичь пролива Мак-Мердо, открываются живописные пейзажи с представителями местной фауны — от косаток и тюленей до пингвинов (Адели и императорских).
Холодные полярные течения уменьшают поток тёплых водяных масс из Южного и Тихого океанов, достигающих пролива Мак-Мердо и других прибрежных антарктических вод. Сильные стоковые ветры, дующие с Полярного плато вниз, делают Антарктиду самым ветреным континентом в мире. Зимой пролив Мак-Мердо покрывается льдом, толщина которого достигает трёх метров. Летом же паковый лёд откалывается, тогда ветер и сильные течения могут сместить его дальше на север, создавая холодные глубинные течения, проникающие в мировые океанические бассейны. В течение полярной ночи температура на станции Мак-Мердо может понизиться до −51 °C. Декабрь и январь — самые тёплые месяцы, средний температурный максимум находится в районе −1 °C.

## Значение
Пролив Мак-Мердо приобрёл роль стратегически важного водного пути в начале XX века, когда британские исследователи Эрнест Шеклтон и Роберт Скотт на его берегу построили базы, служившие им в качестве отправных точек в экспедициях к Южному полюсу.
Пролив не теряет своего значения и сегодня. Грузовые и пассажирские самолёты приземляются на ледяную взлётно-посадочную полосу аэродрома Поле Уильямс, находящегося на шельфовом леднике Мак-Мердо. Кроме того, ежегодно грузовые суда и танкеры входят в пролив для осуществления необходимых поставок для нужд крупнейшей научной базы континента — станции Мак-Мердо. И американская база, и новозеландская находятся на южной оконечности острова Росса.
Остров Росса является крайней южной точкой Антарктиды, находящейся в зоне судоходной доступности, а бухта Зимних стоянок в проливе Мак-Мердо — самый южный морской порт в мире. Однако его доступность зависит от благоприятных ледовых условий в проливе.
В зимние месяцы Мак-Мердо практически полностью покрывается льдом. Даже летом корабли, входящие в него, иногда блокируются однолетним (припаем) и многолетним льдами, что вызывает необходимость прибегать к помощи ледоколов. Тем не менее, океанские течения и сильные ветры Антарктиды могут сносить паковые льды на север, в море Росса, временно освобождая воды пролива ото льда.